# Rossinyol de gorja robí de la Xina
El rossinyol de gorja robí de la Xina (Calliope tschebaiewi) és una espècie d'ocell de la família dels muscicàpids (Muscicapidae). Es troba a l'Àsia central des del Pakistan fins a Myanmar. Anteriorment se'l considerava coespecífic amb la rossinyol de gorja robí de l'Himàlaia, El seu estat de conservació es considera de risc mínim.